# J. H. Engström
J. H. Engström (nascido em 1969) é um fotógrafo e artista sueco. Ele foi selecionado para o Prêmio Deutsche Börse de Fotografia em 2005.

## Biografia
Engström nasceu em 1969 em Karlstad, Suécia. Ele se formou em 1997 no departamento de fotografia e cinema da Universidade de Gotemburgo.

## Publicações

### Solo
- Trying to Dance. Estocolmo: Jornal, 2003. ISBN 91-974182-6-9.
- Haunts. Göttingen: Steidl, 2006. ISBN 3-86521-297-2.
- CDG / JHE. Göttingen: Steidl, 2008. ISBN 978-3-86521-538-3.
- October 2016: Fear of Leaving. Londres: Morel, 2016.
- Revoir. Estocolmo: Jornal; Tokyo: Akio Nagasawa, 2016. ISBN 9789187939167. Com texto de Christian Caujolle. Edição de 600 cópias.

### Co-escritas
- From Back Home. Estocolmo: Bokförlaget Max Ström, 2009. Com Anders Petersen. ISBN 978-91-7126-164-9.
- Karaoke Sunne. Com Margot Wallard. Tóquio: Super Labo, 2014. Edição de 1000 copies.

## Prêmios
- Finalista do Prêmio Deutsche Börse de Fotografia, 2005, por Tentar Dançar[2]

## Exposições
- Je Suis Où, Contretype, Bruxelas, 2003[3]
- Prêmio Deutsche Börse de Fotografia, The Photographers' Gallery, Londres, 2005. Com Luc Delahaye, Jorg Sasse e Stephen Shore.[4]
- Haunts, Gallery Vu, Paris, 2006[5]
- Ca me touche, Les Rencontres d'Arles, Arles, France. Curated by Nan Goldin.[carece de fontes?]
- From Back Home, National Media Museum, Bradford, Inglaterra, 2010. Com Anders Petersen.[6]